# یواس‌اس ماریتا (ای‌ان-۸۲)
یواس‌اس ماریتا (ای‌ان-۸۲) (به انگلیسی: USS Marietta (AN-82)) یک کشتی بود که طول آن 168' 6" بود. این کشتی در سال ۱۹۴۵ ساخته شد.